# Йоро (департамент)
Йоро (ісп. Yoro) — один з 18 департаментів Гондурасу. Розташований у північно-східній частині країни. Межує з департаментами: Атлантида, Колон, Оланчо, Франсіско Морасан, Комаягуа та Кортес. Має багаті пашні, сконцентровані передусім у долині річок Агуан та Сула Валлі.
Департамент славиться своїм рибним дощем, що відбувається щороку між травнем та липнем, коли з неба замість звичайних крапель падають тварини та риби.
Адміністративний центр — місто Йоро.
Площа — 7939 км².
Населення — 440 231 осіб (2006)

## Муніципалітети
Департамент поділяється на 11 муніципалітетів:
1. Ареналь
2. Вікторія
3. Ель-Негріто
4. Ель-Прогресо
5. Йоріто
6. Йоро
7. Морасан
8. Оланчіто
9. Санта-Ріта
10. Сулако
11. Хокон